# Søslag
Et søslag er en krigshandling mellem skibe eller andre vandbårne fartøjer.
De fleste søslag har fundet sted på havet og nogle få på søer eller i floder.
Selvom skibskonstruktioner og typer af involverede fartøjer har ændret sig drastisk gennem tiderne, (galejer, sejlskibe, ubåde, slagskibe og hangarskibe), har de taktiske principper ikke ændret sig meget. For eksempel er god manøvreevne før et engagement vigtig for at bringe sig i gunstig position i forhold til modstanderen, afbryde et søslag uden tab af skibe etc.